# Islamismo em Moçambique

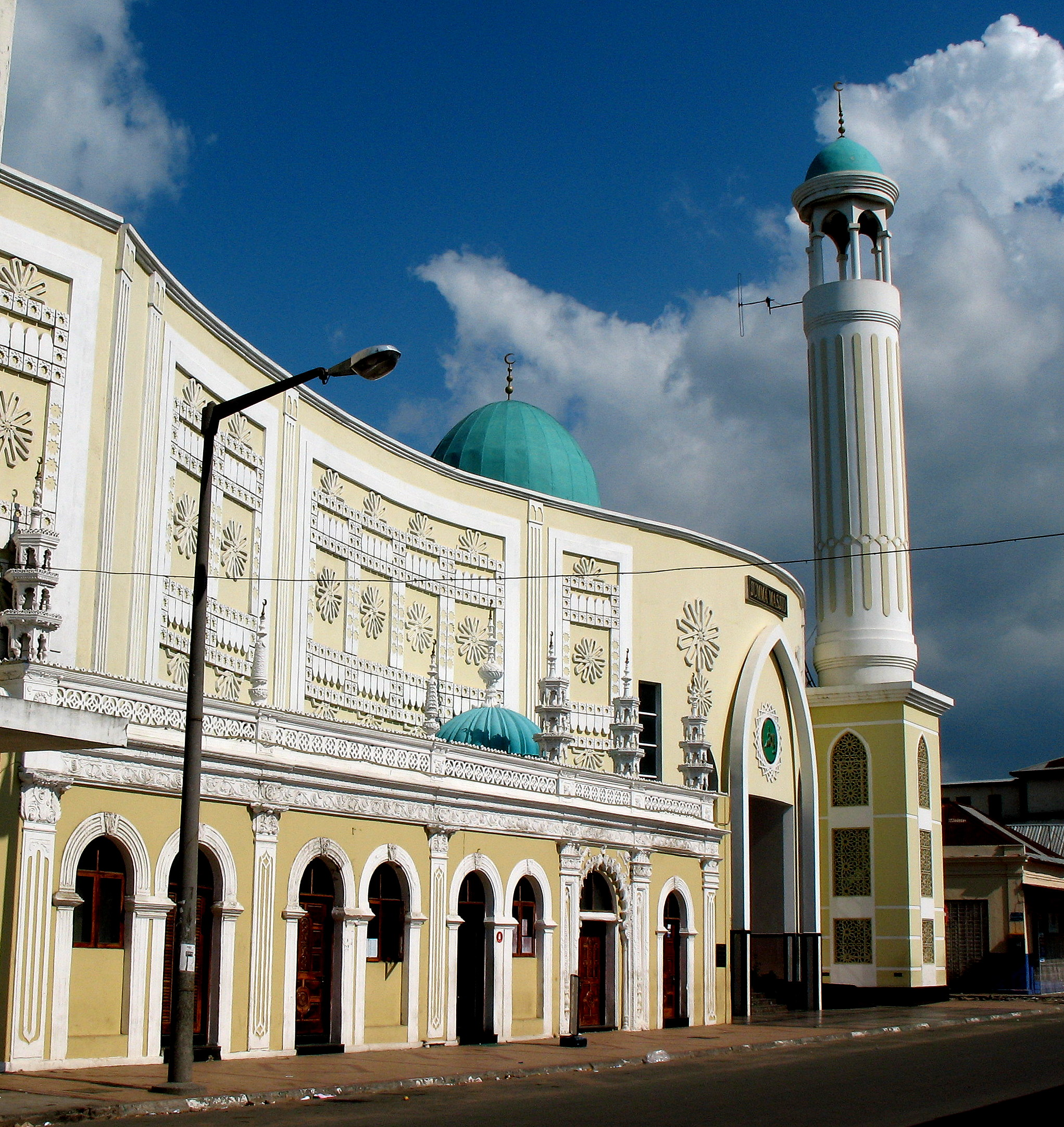
Mesquita em Maputo

O Islão é a religião de aproximadamente 20% da população total de Moçambique, sendo a grande maioria sunita pertencente à escola de jurisprudência Shafi'i, embora alguns xiitas e ismaelitas também estejam registrados. Os muçulmanos consistem principalmente de nativos moçambicanos, cidadãos da descendência do sul da Ásia (indiana e paquistanesa) e um número muito pequeno de imigrantes norte-africanos e do Oriente Médio.

## História pré-colonial
Moçambique tem longos laços históricos com o mundo muçulmano. Inicialmente por meio de comerciantes do Iémen, e séculos depois, através de um sistema mais organizado de cidades comerciais costeiras, influenciados pelos muçulmanos Ibadi de Omã, ao longo da costa oriental da África. A chegada do comércio árabe em Moçambique data do quarto século islâmico, quando os muçulmanos estabeleceram pequenos emirados na costa da África Oriental. As ligações entre o Islão e os principais clãs em Moçambique existem desde o século VIII, quando os muçulmanos invadiram a costa moçambicana setentrional tornando-os associados às elites governantes xirazi.
Desde a fundação do Sultanato de Kilwa, no século XI, por Ali ibn al-Hassan Shirazi, o Islão se tornou uma grande religião na região. A antiga cidade portuária de Sofala, que se tornou famosa pelo seu comércio de marfim, madeira, escravos, ouro (através do Grande Zimbabwe) e ferro com o Oriente Médio e a Índia, foi um dos centros comerciais mais importantes da costa de Moçambique. Sofala e grande parte do resto da costa de Moçambique fazia parte do Sultanato de Kilwa desde a chegada dos árabes. até à conquista portuguesa em 1505.
Acredita-se que quase todos os habitantes das cidades eram muçulmanos antes da chegada dos portugueses no século XVI.

## História colonial
O Islamismo enfrentou sérios desafios em Moçambique durante a era colonial. Durante o período do Estado Novo (1926-1974), o catolicismo romano se tornou a religião dominante após uma aliança entre a Igreja e o governo. Somente com o início da Guerra de Libertação o Estado diminuiu sua oposição ao Islão e tentou uma aproximação, a fim de evitar uma aliança entre os muçulmanos e o movimento de libertação dissidente.